# Monumento nacional de la Cueva de Timpanogos
El Monumento Nacional de la Cueva de Timpanogos (en inglés Timpanogos Cave National Monument) es un sistema de cuevas en la cordillera Wasatch en el estado de Utah en los Estados Unidos de América. El sendero de 1.5 millas a la cueva está pavimentado en algunos puntos. Es un importante destino turístico del estado de Utah.
Martin Hansen descubrió la cueva de Hansen en octubre de 1887, mientras seguía el rastro de un puma cerca del Cañón del American Fork.  Desafortunadamente se dañaron muchas formaciones en esta cámara antes de que se creara el monumento nacional.
El hombre al que se acreditó el descubrimiento de la Cueva de Timpanogos fue don Vearl J. Manwill.  

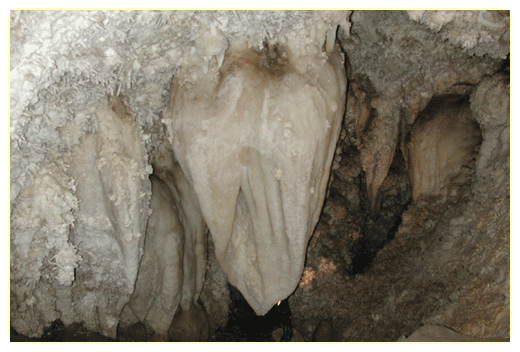
El gran corazón de la Timpanogos